# Arkady Brzezicki
Arkady Brzezicki (ur. 4 grudnia 1908 w Groznym, zm.  19 grudnia 2014 w Warszawie) – polski działacz sportowy, szermierz, wydawca, podporucznik Wojska Polskiego, jeniec oflagu II C Woldenberg.

## Życiorys
Jego dziadek, Antoni Brzezicki, wychowanek Liceum Krzemienieckiego, właściciel majątku w okolicach Równego, za udział w powstaniu styczniowym został zesłany na Syberię. Jego ojciec Marian mieszkał w Złotouście na Uralu, gdzie pracował na kolei; ożenił się z Eugenią Smoleńską. Po kilku latach rodzina przeniosła się do Groznego, gdzie urodził się Arkady, a następnie do miasta Mineralne Wody, gdzie rozpoczął naukę w rosyjskiej szkole. Po wojnie z bolszewikami rodzice postanowili wrócić do Polski. Zamieszkali w Brwinowie i Warszawie. Naukę w polskiej szkole średniej kontynuował w Mielniku oraz w Białej Podlaskiej, gdzie zdał maturę. Po maturze, w latach 1929–1930, w ramach obowiązkowej służby wojskowej uczestniczył w kursach Szkoły Podchorążych Rezerwy Piechoty w Grudziądzu, którą ukończył w stopniu plutonowego podchorążego rezerwy. W latach 1930–1932 studiował w Centralnym Instytucie Wychowania Fizycznego. Po ukończeniu studiów pracował jako nauczyciel wychowania fizycznego Collegium Marianum w Pelplinie, równolegle uzyskał stopień podporucznika rezerwy WP.
W sierpniu 1939 został powołany do Pułku Piechoty w Gniewie, walczył ze swoim oddziałem m.in. pod Łowiczem. 19 września po sforsowaniu Bzury, przebijając się z niemieckiego okrążenia dostał się do niewoli, początkowo do obozu przejściowego Osterode, późną jesienią 1939 roku został przeniesiony do oflagu II C Woldenberg, w którym przebywał do wyzwolenia w 1945. W obozie zaangażował się w stworzenie i działalność Koła Wychowawców Fizycznych, był współorganizatorem turniejów, pokazów i rozgrywek sportowych, m.in. współorganizował olimpiadę w 1944.
Był szermierzem, jeszcze na studiach, jako zawodnik klubu Legia, odnosił sukcesy w kraju i za granicą, później był trenerem. Po II wojnie światowej zainicjował powołanie sekcji szermierczej Legii i był jej wieloletnim kierownikiem. Pracował w wydawnictwie Sport i Turystyka, prowadząc dział arystyczny. Był autorem wielu książek o tematyce sportowej. Był redaktorem miesięcznika myśliwych „Łowiec Polski”.
Jego żoną była Maria Morawińska-Brzezicka, pierwsza dyrektorka Muzeum Sportu i Turystyki w Warszawie (1952-1978).
Został pochowany na Cmentarzu Wojskowym na Powązkach (kwatera: B 29 kol.,4,9).

## Ordery i odznaczenia
- Krzyż Kawalerski Orderu Odrodzenia Polski[13]
- Medal św. Huberta[13]